# Giải đua ô tô Công thức 1 Las Vegas 2024
Giải đua ô tô Công thức 1 Las Vegas 2024 (tên chính thức là Formula 1 Heineken Silver Las Vegas Grand Prix 2024) là một chặng đua Công thức 1 được tổ chức vào ngày 23 tháng 11 năm 2024 tại Trường đua Las Vegas ở Las Vegas, Nevada, Hoa Kỳ. Đây là chặng đua thứ 22 của Giải đua xe Công thức 1 2024.
George Russell của Mercedes đã giành vị trí pole cho cuộc đua và đã giành chiến thắng trước người đồng đội Lewis Hamilton và Carlos Sainz Jr. của Ferrari. Max Verstappen của Red Bull Racing cán đích ở vị trí thứ năm và giành chức vô địch các tay đua lần thứ tư liên tiếp. Mercedes đã đạt được chiến thắng đúp lần thứ 60, lần đầu tiên kể từ Giải đua ô tô Công thức 1 São Paulo 2022.

## Bối cảnh
Giải đua ô tô Công thức 1 Las Vegas 2024 được tổ chức tại Trường đua Las Vegas ở Las Vegas, Nevada, Hoa Kỳ, vào cuối tuần từ ngày 21 đến ngày 23 tháng 11. Giải đua ô tô Công thức 1 Las Vegas 2024 là chặng đua thứ 22 của Giải đua xe Công thức 1 2024. Bên cạnh đó, đây là lần thứ hai Giải đua ô tô Công thức 1 Las Vegas được tổ chức tại trường đua Las Vegas.

### Bảng xếp hạng trước chặng đua
Max Verstappen dẫn đầu bảng xếp hạng tay đua với 393 điểm, cách Lando Norris (331 điểm) ở vị trí thứ hai 62 điểm và Charles Leclerc (307 điểm) ở vị trí thứ ba với 86 điểm. McLaren (593 điểm) dẫn đầu bảng xếp hạng đội đua trước Ferrari (557 điểm) ở vị trí thứ hai và Red Bull Racing (544 điểm) ở vị trí thứ ba.

#### Xác suất vô địch
Nhà vô địch Giải vô địch các tay đua thế giới Max Verstappen có cơ hội giành chức vô địch thứ tư liên tiếp tại Giải đua ô tô Công thức 1 Las Vegas. Với Giải đua ô tô Công thức 1 Qatar có thể thức chặng đua nước rút, mỗi tay đua có thể giành nhiều nhất 60 điểm trong vòng hai chặng đua cuối cùng. Vì vậy, Lando Norris phải ghi nhiều hơn Verstappen ít nhất ba điểm để duy trì cơ hội giành chức vô địch.
Verstappen sẽ trở thành Nhà vô địch nếu:
- Giành chiến thắng trong cuộc đua hoặc về đích trước Norris.
- Cán đích ở vị trí thứ 3 với vòng đua nhanh nhất trong khi Norris về đích thứ 2 hoặc thấp hơn.
- Cán đích ở vị trí thứ 4 với vòng đua nhanh nhất trong khi Norris về đích thứ 3 hoặc thấp hơn.
- Cán đích ở vị trí thứ 5 trong khi Norris về đích thứ 4 (không có vòng đua nhanh nhất) hoặc thấp hơn.
- Cán đích ở vị trí thứ 6 trong khi Norris về đích thứ 5 (không có vòng đua nhanh nhất) hoặc thấp hơn.
- Cán đích ở vị trí thứ 7 trong khi Norris về đích thứ 6 (không có vòng đua nhanh nhất) hoặc thấp hơn.
- Cán đích ở vị trí thứ 8 trong khi Norris về đích thứ 7 (không có vòng đua nhanh nhất) hoặc thấp hơn.
- Cán đích ở vị trí thứ 9 trong khi Norris về đích thứ 8 (không có vòng đua nhanh nhất) hoặc thấp hơn.
- Cán đích ở vị trí thứ 10 với vòng đua nhanh nhất trong khi Norris về đích thứ 8 hoặc thấp hơn.
- Norris về đích thứ 9 (không có vòng đua nhanh nhất) hoặc thấp hơn.

Nếu không có tiêu chí nào trong số này đáp ứng thì Norris vẫn có cơ hội giành chức vô địch.

### Danh sách các tay đua và đội đua
Danh sách các tay đua và đội đua y hệt với danh sách các tay đua và đội đua tham gia mùa giải ngoại trừ Franco Colapinto, người thay thế Logan Sargeant tại Williams từ Giải đua ô tô Công thức 1 Ý trở đi, và Liam Lawson, người thay thế Daniel Ricciardo tại RB trong phần còn lại của mùa giải.

### Lựa chọn lốp xe
Nhà cung cấp lốp xe duy nhất Pirelli đã mang đến các hợp chất lốp xe C3, C4 và C5 (ba loại mềm nhất trong phạm vi của Pirelli), được chỉ định lần lượt là cứng, trung bình và mềm để các đội sử dụng tại chặng đua.

## Buổi đua thử
Ba buổi đua thử được tổ chức. Buổi đua thử đầu tiên diễn ra vào ngày 21 tháng 11 năm 2024 vào lúc 18:30 giờ địa phương (UTC–8). Lewis Hamilton của Mercedes là người dẫn đầu với thời gian là 1:35,001 phút trước đồng đội của anh George Russell và Lando Norris của McLaren lần lượt theo sau ở vị trí thứ hai và ba. Buổi đua thử thứ hai diễn ra cùng ngày vào 22:00 giờ địa phương, và Hamilton tiếp tục đứng đầu trước Norris và Russell với thời gian là 1:33,825 phút. Buổi đua thử thứ ba diễn ra vào ngày 22 tháng 11 năm 2024 vào 18:30 giờ địa phương và được dẫn đầu bởi Russell trước Oscar Piastri của McLaren và Carlos Sainz Jr. của Ferrari với thời gian là 1:33,570 phút.

## Vòng phân hạng
Vòng phân hạng đã được tổ chức vào ngày 22 tháng 11 năm 2024, lúc 22:00 giờ địa phương (UTC-8), gồm ba phần và các vị trí xuất phát cho cuộc đua chính được xác định. Sau khi phần đầu tiên (Q1) kết thúc, George Russell đứng đầu với thời gian 1:33,186 phút, trong khi Sergio Pérez của đội đua Red Bull Racing, cả hai tay đua của Aston Martin, Alexander Albon của Williams và Valtteri Bottas của Kick Sauber bị loại.
Phần thứ hai (Q2) kéo dài 15 phút, mười tay đua nhanh nhất của phần này đi tiếp vào phần thứ ba (Q3) và cuối cùng của vòng phân hạng. Lewis Hamilton là người đứng đầu với thời gian 1:32,567 phút. Các tay đua bị loại gồm Esteban Ocon của Alpine, Kevin Magnussen của Haas, Chu Quán Vũ của Kick Sauber, Franco Colapinto của Williams và Liam Lawson của RB. Q2 bị gián đoạn tạm thời vì Colapinto va chạm mạnh với tường chắn, khiến anh phải được điều trị vì tác động của nó.
Phần thứ ba (Q3) kéo dài 12 phút, trong đó mười vị trí xuất phát đầu tiên được xác định sẵn cho cuộc đua chính. George Russell là người giành vị trí pole với thời gian 1:32,212 phút. Carlos Sainz Jr. xuất phát ở vị trí thứ hai và Pierre Gasly ở vị trí thứ ba.

### Kết quả vòng phân hạng
| Vị trí                   | Số xe | Tay đua          | Đội đua                      | Q1       | Q2       | Q3       | Vị trí xuất phát |
| ------------------------ | ----- | ---------------- | ---------------------------- | -------- | -------- | -------- | ---------------- |
| 1                        | 63    | George Russell   | Mercedes                     | 1:33,186 | 1:32,779 | 1:32,312 | 1                |
| 2                        | 55    | Carlos Sainz Jr. | Ferrari                      | 1:33,484 | 1:32,711 | 1:32,410 | 2                |
| 3                        | 10    | Pierre Gasly     | Alpine-Renault               | 1:33,691 | 1:32,879 | 1:32,664 | 3                |
| 4                        | 16    | Charles Leclerc  | Ferrari                      | 1:33,446 | 1:33,016 | 1:32,783 | 4                |
| 5                        | 1     | Max Verstappen   | Red Bull Racing-Honda RBPT   | 1:33,299 | 1:33,085 | 1:32,797 | 5                |
| 6                        | 4     | Lando Norris     | McLaren-Mercedes             | 1:33,592 | 1:33,099 | 1:33,008 | 6                |
| 7                        | 22    | Tsunoda Yūki     | RB-Honda RBPT                | 1:33,789 | 1:33,089 | 1:33,029 | 7                |
| 8                        | 81    | Oscar Piastri    | McLaren-Mercedes             | 1:33,450 | 1:33,024 | 1:33,033 | 8                |
| 9                        | 27    | Nico Hülkenberg  | Haas-Ferrari                 | 1:33,920 | 1:33,114 | 1:33,062 | 9                |
| 10                       | 44    | Lewis Hamilton   | Mercedes                     | 1:33,225 | 1:32,567 | 1:48,106 | 10               |
| 11                       | 31    | Esteban Ocon     | Alpine-Renault               | 1:33,968 | 1:33,221 | –        | 11               |
| 12                       | 20    | Kevin Magnussen  | Haas-Ferrari                 | 1:33,991 | 1:33,297 | –        | 12               |
| 13                       | 24    | Chu Quán Vũ      | Kick Sauber-Ferrari          | 1:34,079 | 1:33,566 | –        | 13               |
| 14                       | 43    | Franco Colapinto | Williams-Mercedes            | 1:33,746 | 1:33,749 | –        | Làn pit1         |
| 15                       | 30    | Liam Lawson      | RB-Honda RBPT                | 1:34,087 | 1:34,257 | –        | 14               |
| 16                       | 11    | Sergio Pérez     | Red Bull Racing-Honda RBPT   | 1:34,155 | –        | –        | 15               |
| 17                       | 14    | Fernando Alonso  | Aston Martin Aramco-Mercedes | 1:34,258 | –        | –        | 16               |
| 18                       | 23    | Alexander Albon  | Williams-Mercedes            | 1:34,425 | –        | –        | 17               |
| 19                       | 77    | Valtteri Bottas  | Kick Sauber-Ferrari          | 1:34,430 | –        | –        | 192              |
| 20                       | 18    | Lance Stroll     | Aston Martin Aramco-Mercedes | 1:34,484 | –        | –        | 18               |
| Thời gian 107%: 1:39,709 |       |                  |                              |          |          |          |                  |

Ghi chú
- ^1  – Franco Colapinto cán đích vòng phân hạng ở vị trí thứ 14, nhưng được yêu cầu xuất phát cuộc đua từ làn pit vì xe của anh đã được sửa đổi trong điều kiện parc fermé và các thành phần hộp số bổ sung đã được sử dụng.
- ^2  – Valtteri Bottas bị tụt năm vị trí vì sử dụng bộ máy năng lượng thứ tư.

## Cuộc đua chính
Cuộc đua chính được tổ chức vào ngày 23 tháng 11 năm 2024 lúc 22:00 địa phương (UTC-8) với 50 vòng đua.
George Russell đã xuất phát một cách gọn gàng và giữ vị trí dẫn đầu cho đến khúc cua số 1. Ở phía sau, Charles Leclerc đã vượt qua Carlos Sainz Jr. và Pierre Gasly để giành vị trí thứ hai trong khi Kevin Magnussen và Liam Lawson đấu sức với nhau để giành vị trí thứ 13. Ở vòng đua thứ 8, Max Verstappen đã vượt qua Leclerc. Vòng đua tiếp theo, Leclerc đã vào làn pit để chuyển sang bộ lốp cứng và quay trở lại ở vị trí thứ 16. Ở vòng đua thứ 10, Sainz đã vào làn pit để đổi lốp và trở lại vị trí thứ 12. Đến vòng đua thứ 14, cả hai chiếc Ferrari của Leclerc và Sainz Jr. đã phục hồi lên vị trí thứ tư và thứ năm tương ứng. Pierre Gasly ban đầu đã mất vị trí và tụt lại sau khi xuất phát ở vị trí thứ ba nhưng vẫn có khả năng phục hồi. Anh buộc phải bỏ cuộc ở vòng đua thứ 15 khi động cơ bị hỏng và khói bốc ra từ xe của mình. Alexander Albon, người đã có lúc vươn lên vị trí thứ 10, buộc phải bỏ cuộc sau đó gặp sự cố về hệ thống làm mát. Ở vòng 17, Sergio Pérez bị cả hai chiếc Ferrari vượt qua khiến anh bị tụt xuống vị trí thứ năm. Ở vòng đua thứ 26, Verstappen và Lewis Hamilton vào làn pit để đổi lốp và Leclerc vượt qua họ để lên vị trí thứ hai.
Ở vòng đua thứ 27, George Russell dẫn đầu cuộc đua trước Verstappen, Sainz Jr., Leclerc và Lewis Hamilton. Sainz Jr. để Leclerc vượt qua trước khi Ferrari yêu cầu Sainz Jr. vào làn pit để chuyển sang lốp cứng. Sainz Jr. được yêu cầu ở lại đường đua ngay trước khi vào làn pit. Vì vậy, anh đã bỏ qua đường biên vào làn pit và quay trở lại đường đua. Sainz Jr. đã mất thời gian vào làn pit mà anh ta cho rằng nó đã có thể được sử dụng để giữ vị trí dẫn đầu trước Hamilton, người cuối cùng đã vượt qua cả Sainz Jr. lẫn Leclerc. Sainz Jr. sau đó không bị phạt vì vượt qua vạch vào làn pit và anh đã trở lại ở vị trí thứ sáu. Ở vòng 30, Lando Norris đã vào làn pit để đổi lốp và Sainz đã vươn lên vị trí thứ năm. Vòng tiếp theo, Leclerc vào làn pit để thay một bộ lốp cứng khác và trở lại ở vị trí thứ năm sau Sainz Jr. Ở vòng 41, Verstappen vượt qua Sainz để giành vị trí thứ ba. Ở vòng 46, Sainz vượt qua Verstappen để giành vị trí thứ tư. Cuộc đua kết thúc với chiến thắng thuộc về Russell, tiếp theo là Hamilton và Sainz Jr. Verstappen, ở vị trí thứ năm, đã giành được danh hiệu vô địch tay đua thứ tư liên tiếp của mình khi về đích trước Norris. Đây là lần thứ ba danh hiệu vô địch tay đua được quyết định tại Las Vegas kể từ các chặng đua những năm 1981 và 1982 khi chức vô địch đều nghiêng về Nelson Piquet và Keke Rosberg.
Các tay đua còn lại ghi điểm trong cuộc đua chính là Leclerc, Verstappen, Norris, Piastri, Hülkenberg, Tsunoda và Pérez.

### Kết quả cuộc đua chính
| Vị trí                                                                                 | Số xe | Tay đua          | Đội đua                      | Số vòng | Thời gian/ Bỏ cuộc | Vị trí xuất phát | Số điểm |
| -------------------------------------------------------------------------------------- | ----- | ---------------- | ---------------------------- | ------- | ------------------ | ---------------- | ------- |
| 1                                                                                      | 63    | George Russell   | Mercedes                     | 50      | 1:22:05,969        | 1                | 25      |
| 2                                                                                      | 44    | Lewis Hamilton   | Mercedes                     | 50      | + 7,313            | 10               | 18      |
| 3                                                                                      | 55    | Carlos Sainz Jr. | Ferrari                      | 50      | + 11,906           | 2                | 15      |
| 4                                                                                      | 16    | Charles Leclerc  | Ferrari                      | 50      | + 14,283           | 4                | 12      |
| 5                                                                                      | 1     | Max Verstappen   | Red Bull Racing-Honda RBPT   | 50      | + 16,582           | 5                | 10      |
| 6                                                                                      | 4     | Lando Norris     | McLaren-Mercedes             | 50      | + 43,385           | 6                | 91      |
| 7                                                                                      | 81    | Oscar Piastri    | McLaren-Mercedes             | 50      | + 51,365           | 8                | 6       |
| 8                                                                                      | 27    | Nico Hülkenberg  | Haas-Ferrari                 | 50      | + 59,808           | 9                | 4       |
| 9                                                                                      | 22    | Tsunoda Yūki     | RB-Honda RBPT                | 50      | + 1:02,808         | 7                | 2       |
| 10                                                                                     | 11    | Sergio Pérez     | Red Bull Racing-Honda RBPT   | 50      | + 1:03,114         | 15               | 1       |
| 11                                                                                     | 14    | Fernando Alonso  | Aston Martin Aramco-Mercedes | 50      | + 1:09,195         | 16               |         |
| 12                                                                                     | 20    | Kevin Magnussen  | Haas-Ferrari                 | 50      | + 1:09,803         | 12               |         |
| 13                                                                                     | 24    | Chu Quán Vũ      | Kick Sauber-Ferrari          | 50      | + 1:14,085         | 13               |         |
| 14                                                                                     | 43    | Franco Colapinto | Williams-Mercedes            | 50      | + 1:15,172         | Làn pit          |         |
| 15                                                                                     | 18    | Lance Stroll     | Aston Martin Aramco-Mercedes | 50      | + 1:24,102         | 18               |         |
| 16                                                                                     | 30    | Liam Lawson      | RB-Honda RBPT                | 50      | + 1:31,005         | 14               |         |
| 17                                                                                     | 31    | Esteban Ocon     | Alpine-Renault               | 49      | + 1 vòng           | 11               |         |
| 18                                                                                     | 77    | Valtteri Bottas  | Kick Sauber-Ferrari          | 49      | + 1 vòng           | 19               |         |
| Bỏ cuộc                                                                                | 23    | Alexander Albon  | Williams-Mercedes            | 25      | Động cơ tăng áp    | 17               |         |
| Bỏ cuộc                                                                                | 10    | Pierre Gasly     | Alpine-Renault               | 15      | Động cơ            | 3                |         |
| Vòng đua nhanh nhất: Lando Norris (McLaren-Mercedes) - 1:34.486 phút (vòng đua thứ 60) |       |                  |                              |         |                    |                  |         |
| Tay đua xuất sắc nhất cuộc đua: Lewis Hamilton (Mercedes), 32,7% số phiếu bầu          |       |                  |                              |         |                    |                  |         |

Ghi chú
- ^1  – Bao gồm một điểm cho vòng đua nhanh nhất.

## Bảng xếp hạng sau chặng đua

### Bảng xếp hạng các tay đua
| Vị trí | Tay đua          | Đội đua                      | Số điểm | Thay đổi vị trí |
| ------ | ---------------- | ---------------------------- | ------- | --------------- |
| 1      | Max Verstappen*  | Red Bull Racing-Honda RBPT   | 403     | +/-0            |
| 2      | Lando Norris     | McLaren-Mercedes             | 340     | +/-0            |
| 3      | Charles Leclerc  | Ferrari                      | 319     | +/-0            |
| 4      | Oscar Piastri    | McLaren-Mercedes             | 268     | +/-0            |
| 5      | Carlos Sainz Jr. | Ferrari                      | 259     | +/-0            |
| 6      | George Russell   | Mercedes                     | 217     | +/-0            |
| 7      | Lewis Hamilton   | Mercedes                     | 174     | +/-0            |
| 8      | Sergio Pérez     | Red Bull Racing-Honda RBPT   | 152     | +/-0            |
| 9      | Fernando Alonso  | Aston Martin Aramco-Mercedes | 62      | +/-0            |
| 10     | Nico Hülkenberg  | Haas-Ferrari                 | 35      | +/-0            |

- Lưu ý: Chỉ có mười vị trí đứng đầu được liệt kê trên bảng xếp hạng này.
- * Tay đua được in đậm là Nhà vô địch Giải đua xe Công thức 1 2024.

### Bảng xếp hạng các đội đua
| Vị trí | Đội đua                      | Số điểm | Thay đổi vị trí |
| ------ | ---------------------------- | ------- | --------------- |
| 1      | McLaren-Mercedes             | 608     | +/-0            |
| 2      | Ferrari                      | 584     | +/-0            |
| 3      | Red Bull Racing-Honda RBPT   | 555     | +/-0            |
| 4      | Mercedes                     | 425     | +/-0            |
| 5      | Aston Martin Aramco-Mercedes | 86      | +/-0            |
| 6      | Haas-Ferrari                 | 50      | 1               |
| 7      | Alpine-Renault               | 49      | 1               |
| 8      | RB-Honda RBPT                | 46      | +/-0            |
| 9      | Williams-Mercedes            | 17      | +/-0            |
| 10     | Kick Sauber-Ferrari          | 0       | +/-0            |